# Oscar Fredericksen
Oscar Fredericksen (Fredriksen), var en dansk grosshandlare.
Naturhistoriska Riksmuseets etnografiska avdelning (nuvarande Etnografiska museet i Stockholm) mottog 1890 en gåva från Fredericksen, en samling naturhistoriska och etnografiska föremål insamlad av den danske maskinmästaren Arthur Feddersen som dött samma år i hamnstaden Matadi efter att den sista delen av sitt liv varit i Kongostatens tjänst. Museet hade tidigare gjort betydande inköp av Kongo-föremål från friherre Hans Hugold von Schwerin och andra svenska resande och kolonister. Denna gång gällde det dock föremål från de innersta delarna av Kongo, vilka museet saknade.

Halsring i mässing med graverat mönster från Aruwimi, Kongostaten, ur Etnografiska museets samlingar.

Feddersens samling, 154 föremål, bestod främst av vapen (spjut, knivar och sköldar), men även av ytterst egendomliga prydnader, från olika folkgrupper i trakterna av Bangala och Boyomafallen (Stanley Falls) vid Kongofloden samt dess bifloder Ubangi, Aruwimi och Lulami. För inköp av samlingen, ett anbud från von Schwerin på flera tusen kronor, saknades dock medel. Fredericksen överraskade då med att köpa samlingen och skänka den till museet.